# Сан Фермо (Белуно)
Сан Фермо (итал. San Fermo) је насеље у Италији у округу Белуно, региону Венето.
Према процени из 2011. у насељу је живело 32 становника. Насеље се налази на надморској висини од 403 м.